# Pretorium

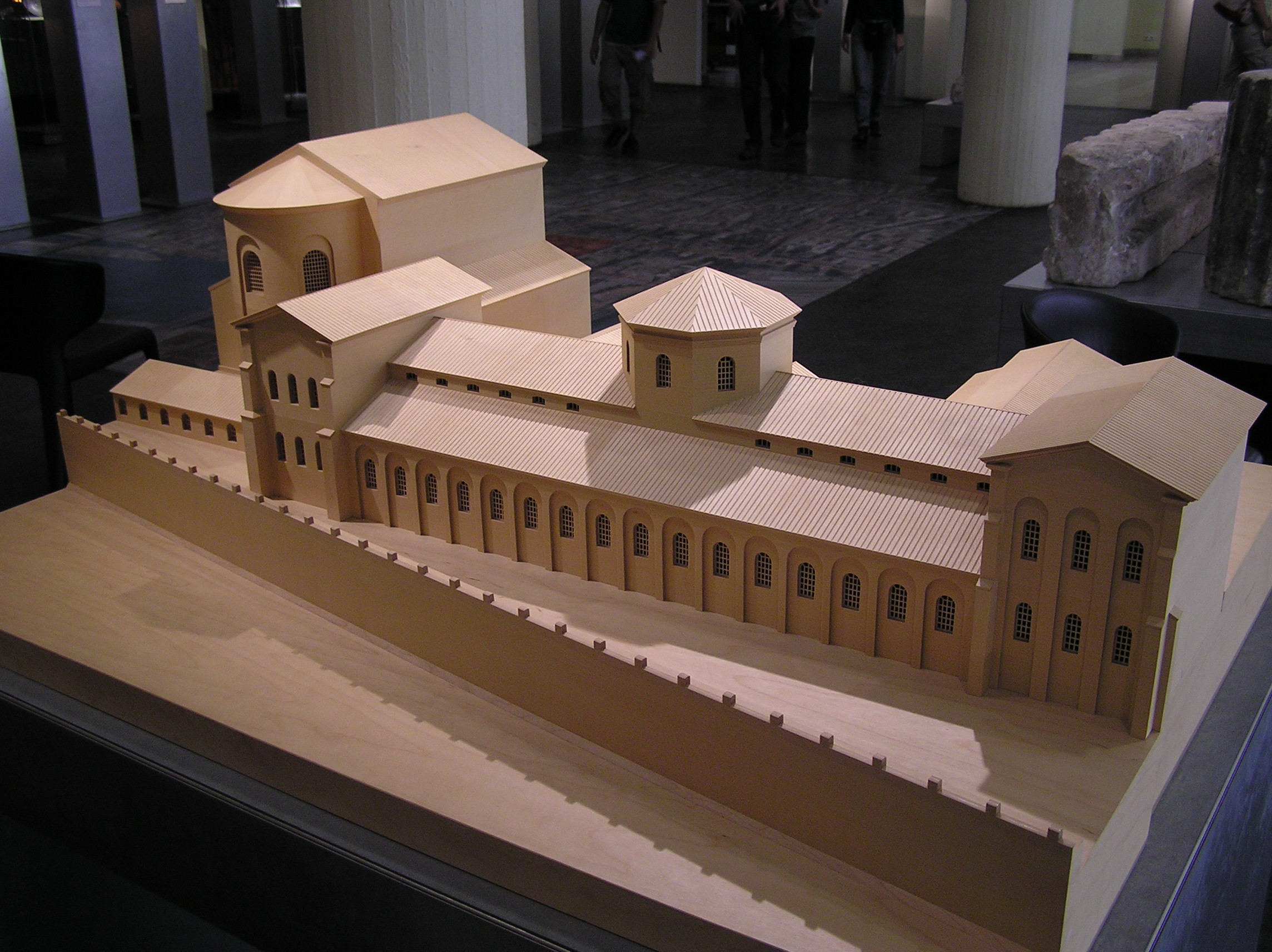
Model praetorium w rzymskiej Kolonii (Germania Inferior).

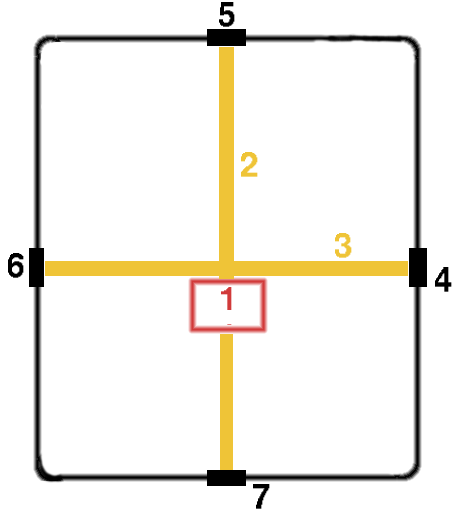
Plan rzymskiej castra: 1 Praetorium 2 Via Praetoria 3 Via Principalis 4 Porta Principalis Dextra (prawa brama) 5 Porta Praetoria (brama główna) 6 Porta Principalis Sinistra (lewa brama) 7 Porta Decumana (brama tylna)

Pretorium (łac. praetorium) – siedziba wodza lub władcy w rzymskim obozie wojskowym (castra) – namiot lub dom w obozach stałych. Przed pretorium znajdował się plac - forum żołnierskie.

## Wczesne pretoria
Pretoria z II w. p.n.e. przypominały ówczesne domy mieszkalne (domus) z atrium umieszczonym w centrum. W I w. n.e. pretoria utraciły charakter mieszkalny stając się siedzibami dowództwa. Typowy przykład stanowi pretorium w Castra Vetera (koło Xanten) składające się z otoczonego portykami forum, galerii przypominającej planem bazylikę z biurami (tribunalia), kaplicą (sacrarium), gdzie przechowywano znaki legionów.
Od I w. wódz mieszkał w pałacyku na terenie obozu.

## Późniejsze znaczenia
W okresie cesarstwa rzymskiego pretorium było wykorzystywane jako mieszkanie prokuratora (namiestnika) rzymskiej prowincji. W podobnym sensie termin ten był używany w Cesarstwie Bizantyjskim, gdzie praitōrion oznaczał rezydencję gubernatora miasta. Termin pretorium był również stosowany w odniesieniu do siedziby cesarza w stolicy (zob. pretorianie).

## Znaczenie biblijne
W Nowym Testamencie termin pretorium odnosi się do pałacu Poncjusza Piłata, rzymskiego prefekta Judei. Według Ewangelii w pretorium Jezus Chrystus został osądzony i skazany na śmierć. W Dziejach Apostolskich (Dz 23:35) jest mowa o uwięzieniu Szawła w pretorium Heroda (według Biblii gdańskiej - ratuszu Herodowym)  - pałacu Heroda Wielkiego w Cezarei Nadmorskiej. Pałac ten służył namiestnikom Judei jako stała siedziba, w przeciwieństwie do pretorium w Jerozolimie, gdzie przebywali oni jedynie podczas święta Paschy.
Również w Liście do Filipian św. Paweł wspomina o uwięzieniu w pretorium. W zależności od kontekstu może chodzić tu o koszary pretorianów w Rzymie, Cezarei lub Efezie bądź o pałac cesarza na Palatynie.

## Literatura
- Michał Pietrzykowski, Pretorium [w:] Słownik kultury antycznej, red. Lidia Winniczuk, Warszawa 1991, Wiedza Powszechna, ISBN 83-214-0406-5, s. 354-355.